# فرز برش
فرز برش ها ابزارهای برشی هستند که معمولاً در ماشین های فرز یا مراکز ماشینکاری برای انجام عملیات فرز استفاده می شوند (و گاهی اوقات در ماشین های ابزار دیگر). آنها مواد را با حرکت خود در داخل دستگاه (مثلاً آسیاب بینی گلوله ای) یا مستقیماً از شکل کاتر (مثلاً یک ابزار شکل مانند کاتر هوبینگ) حذف می کنند.

## ویژگی های دستگاه فرز

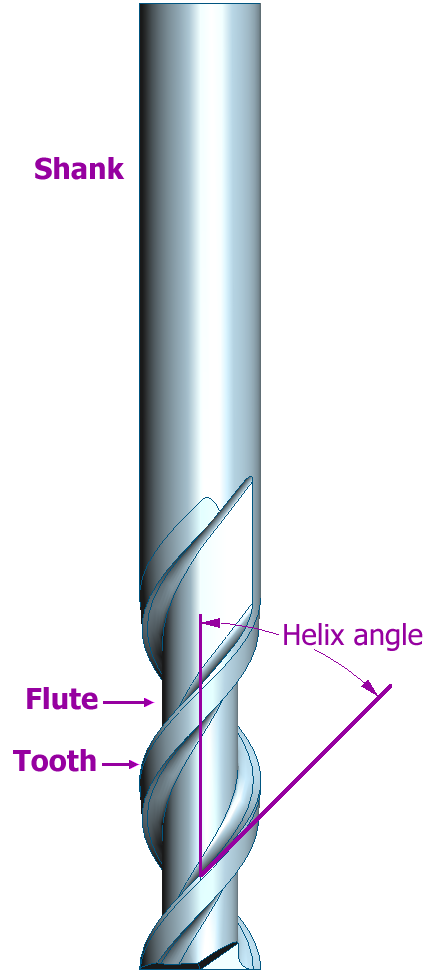
کاتر End Mill با دو فلوت

فرز در اشکال مختلف و اندازه های مختلف وجود دارد. همچنین امکان انتخاب پوشش و همچنین زاویه چنگک و تعداد سطوح برش وجود دارد.
- شکل: امروزه چندین شکل استاندارد از فرز در صنعت استفاده می شود که در ادامه بیشتر توضیح داده شده است.
- فلوت ها / دندانه ها: فلوت های بیت فرز شیارهای مارپیچ عمیقی هستند که روی کاتر قرار می گیرند، در حالی که تیغه تیز در امتداد لبه فلوت به عنوان دندان شناخته می شود. دندان مواد را برش می دهد و تراشه های این ماده با چرخش کاتر فلوت به سمت بالا کشیده می شود. تقریباً همیشه یک دندان در هر فلوت وجود دارد، اما برخی از کاترها دو دندان در هر فلوت دارند.[۱] اغلب کلمات فلوت و دندان به جای هم استفاده می شوند. فرز برش ها ممکن است از یک تا چندین دندان داشته باشند که دو، سه و چهار از رایج ترین آنها هستند. به‌طور معمول، هرچه کاتر دندان های بیشتری داشته باشد، با سرعت بیشتری می تواند مواد را جدا کند. بنابراین، یک برش 4 دندانه می تواند مواد را با سرعت دو برابر یک برش دو دندانه حذف کند.
- زاویه مارپیچ : فلوت های فرز تقریبا همیشه مارپیچ هستند. اگر فلوت ها صاف بودند، کل دندان به یکباره بر مواد ضربه می زند و باعث لرزش و کاهش دقت و کیفیت سطح می شود. قرار دادن فلوت ها در یک زاویه به دندان اجازه می دهد تا به تدریج وارد مواد شود و لرزش را کاهش دهد. به‌طور معمول، برش‌های تکمیلی دارای زاویه چنگک بالاتر (مارپیچ محکم‌تر) برای پرداخت بهتر هستند.
- برش در مرکز: برخی از فرزها می توانند مستقیماً از طریق مواد سوراخ کنند (غوطه ور شوند) در حالی که برخی دیگر نمی توانند. این به این دلیل است که دندان های برخی از کاترها تا مرکز صورت انتهایی نمی رود. با این حال، این برش ها می توانند با زاویه 45 درجه یا بیشتر به سمت پایین برش دهند.
- خشن کردن یا تکمیل: انواع مختلفی از کاتر برای برش دادن مقادیر زیادی از مواد، باقی گذاشتن سطح ضعیف (زبر کردن)، یا حذف مقدار کمتری از مواد، اما به جای گذاشتن سطح خوب (تمام کردن) موجود است. یک برش زبر ممکن است دارای دندانه های دندانه دار برای شکستن براده های مواد به قطعات کوچکتر باشد. این دندان ها سطح ناهمواری را پشت سر خود به جا می گذارند. یک کاتر تکمیلی ممکن است دارای تعداد زیادی (چهار یا بیشتر) دندانه باشد تا مواد را با دقت جدا کند. با این حال، تعداد زیاد فلوت‌ها فضای کمی را برای حذف کارآمد دسته‌ها باقی می‌گذارد، بنابراین برای حذف مقادیر زیاد مواد مناسب‌تر نیستند.
- پوشش‌ها: پوشش‌های ابزار مناسب می‌توانند با افزایش سرعت برش و عمر ابزار و بهبود پرداخت سطح، تأثیر زیادی بر فرایند برش داشته باشند. الماس پلی کریستالی (PCD) یک پوشش فوق العاده سخت است که بر روی برش ها استفاده می شود که باید در برابر سایش بالا مقاومت کند. یک ابزار روکش دار PCD ممکن است تا 100 برابر بیشتر از ابزار بدون روکش دوام بیاورد. با این حال، پوشش را نمی توان در دمای بالای 600 درجه سانتیگراد یا روی فلزات آهنی استفاده کرد. گاهی اوقات به ابزارهای ماشینکاری آلومینیوم روکشی از TiAlN داده می شود. آلومینیوم فلزی نسبتاً چسبنده است و می‌تواند خود را به دندانه‌های ابزار جوش داده و باعث شود که آنها صاف به نظر برسند. با این حال، تمایل دارد که به TiAlN نچسبد، و این امکان را می دهد که ابزار برای مدت طولانی تری در آلومینیوم استفاده شود.
- ساق: ساق قسمت استوانه ای (غیر فلوت دار) ابزار است که برای نگه داشتن و قرار دادن آن در جا ابزار استفاده می شود. یک ساقه ممکن است کاملا گرد باشد و توسط اصطکاک نگه داشته شود، یا ممکن است دارای یک تخته ولدون باشد، که در آن یک پیچ تنظیم ، که به عنوان پیچ گراب نیز شناخته می شود، برای افزایش گشتاور بدون لیز خوردن ابزار تماس برقرار می کند. قطر ممکن است با قطر قسمت برش ابزار متفاوت باشد، به‌طوری که می توان آن را توسط یک نگهدارنده ابزار استاندارد نگه داشت. § طول ساقه نیز ممکن است در اندازه‌های مختلف موجود باشد، با ساقه‌های نسبتاً کوتاه (قطر حدود 1.5 برابر) به نام‌های "خرد"، بلند (قطر 5 برابر)، بسیار بلند (قطر 8 برابر) و بسیار بلند (قطر 12 برابر).

## انواع

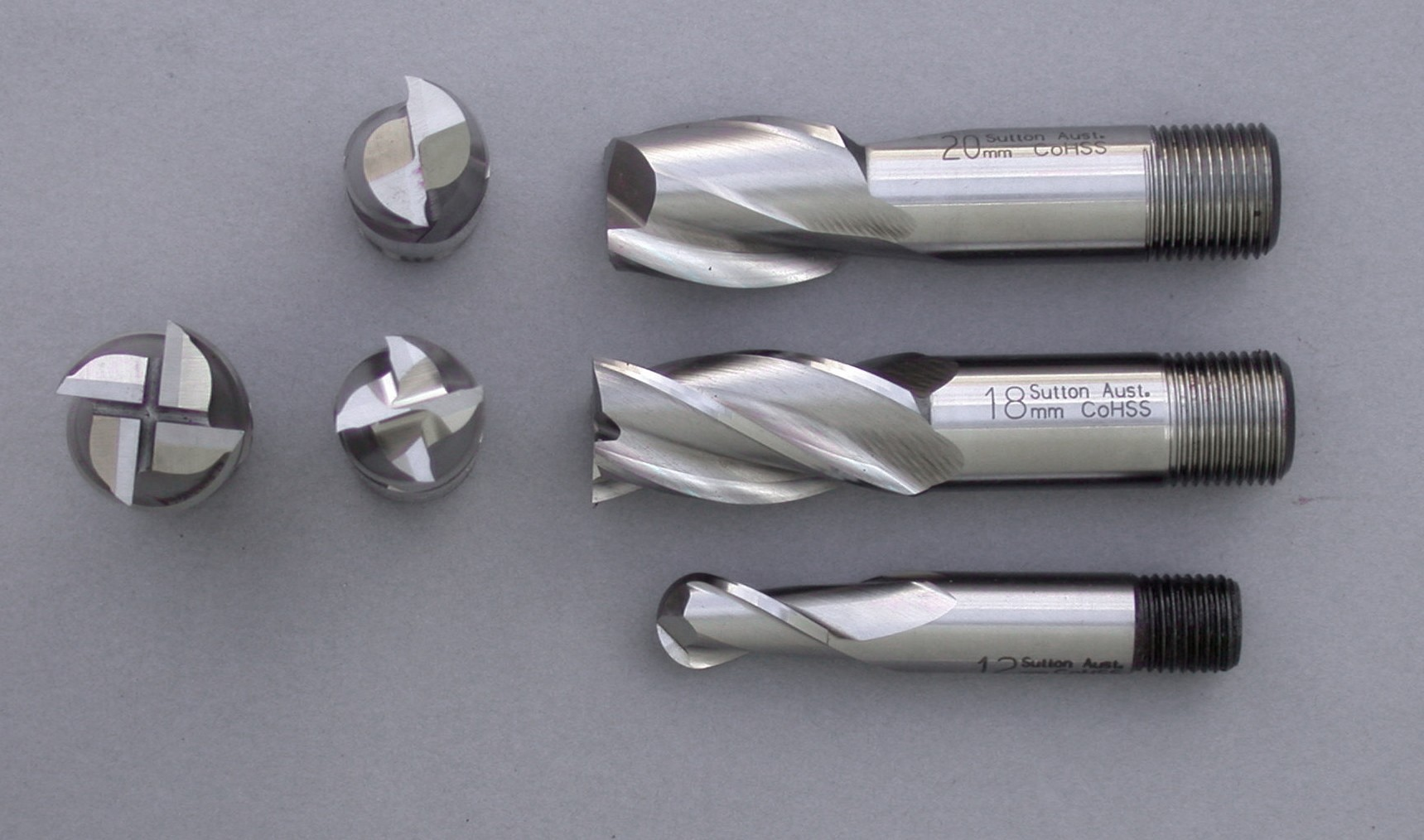
اسلات، آسیاب انتهایی، و برش گره

### آسیاب پایانی
فرزهای انتهایی (ردیف وسط در تصویر) ابزارهایی هستند که در یک انتها و همچنین در کناره ها دندانه های برش دارند. واژه‌های end mill معمولاً برای اشاره به برش‌های ته صاف استفاده می‌شوند، اما همچنین شامل برش‌های گرد (که به آن دماغه‌ای توپی گفته می‌شود) و برش‌های شعاع‌دار (به عنوان دماغه گاوی یا چنبره ) نیز می‌شوند. آنها معمولاً از فولاد پرسرعت یا کاربید سیمانی ساخته می شوند و یک یا چند فلوت دارند. آنها رایج ترین ابزار مورد استفاده در آسیاب عمودی هستند.

### آسیاب انتهایی زبر
آسیاب های انتهایی خشن به سرعت مقادیر زیادی از مواد را حذف می کنند. این نوع آسیاب انتهایی از یک فرم دندان مواج بریده شده در حاشیه استفاده می کند. این دندان های مواج مانند بسیاری از لبه های برش متوالی عمل می کنند و تراشه های کوچک زیادی تولید می کنند. این منجر به یک سطح نسبتاً خشن می شود، اما swarf شکل بخش های نازک کوتاه را به خود می گیرد و نسبت به بخش نوار مانند ضخیم تر قابل کنترل تر است و در نتیجه تراشه های کوچکتری ایجاد می شود که راحت تر پاک می شوند. در طول برش، چندین دندان به‌طور همزمان با قطعه کار در تماس هستند و باعث کاهش صدا و لرزش می شود. برداشت سریع ذخایر با برش های فرز سنگین گاهی اوقات به نام hogging نامیده می شود. آسیاب های انتهایی خشن گاهی اوقات به عنوان برش های "ریپا" یا "ریپر" نیز شناخته می شوند.

### برش توپ
کاتر دماغه توپی یا فرز انتهایی توپی (ردیف پایین در تصویر) شبیه مته های شکافی هستند، اما انتهای کاترها نیمکره هستند. آنها برای ماشینکاری اشکال کانتور سه بعدی در مراکز ماشینکاری ، به عنوان مثال در قالب ها و قالب ها ، ایده آل هستند. گاهی اوقات آنها را آسیاب گلوله ای در اصطلاح عامیانه طبقه مغازه می نامند، علیرغم اینکه این اصطلاح معنای دیگری نیز دارد. آنها همچنین برای افزودن شعاع بین وجوه عمود بر جهت کاهش غلظت تنش استفاده می شوند.
یک کاتر بینی گاو نر شکافی با شعاع گوشه ای، در حد وسط بین آسیاب انتهایی و کاتر گلوله ای آسیاب می کند. مثلا ممکن است 20 باشد برش قطر میلی متر با 2 گوشه شعاع میلی متر شبح در اصل یک مستطیل است که گوشه های آن کوتاه شده است (با یک پخ یا شعاع).

### آسیاب اسلب

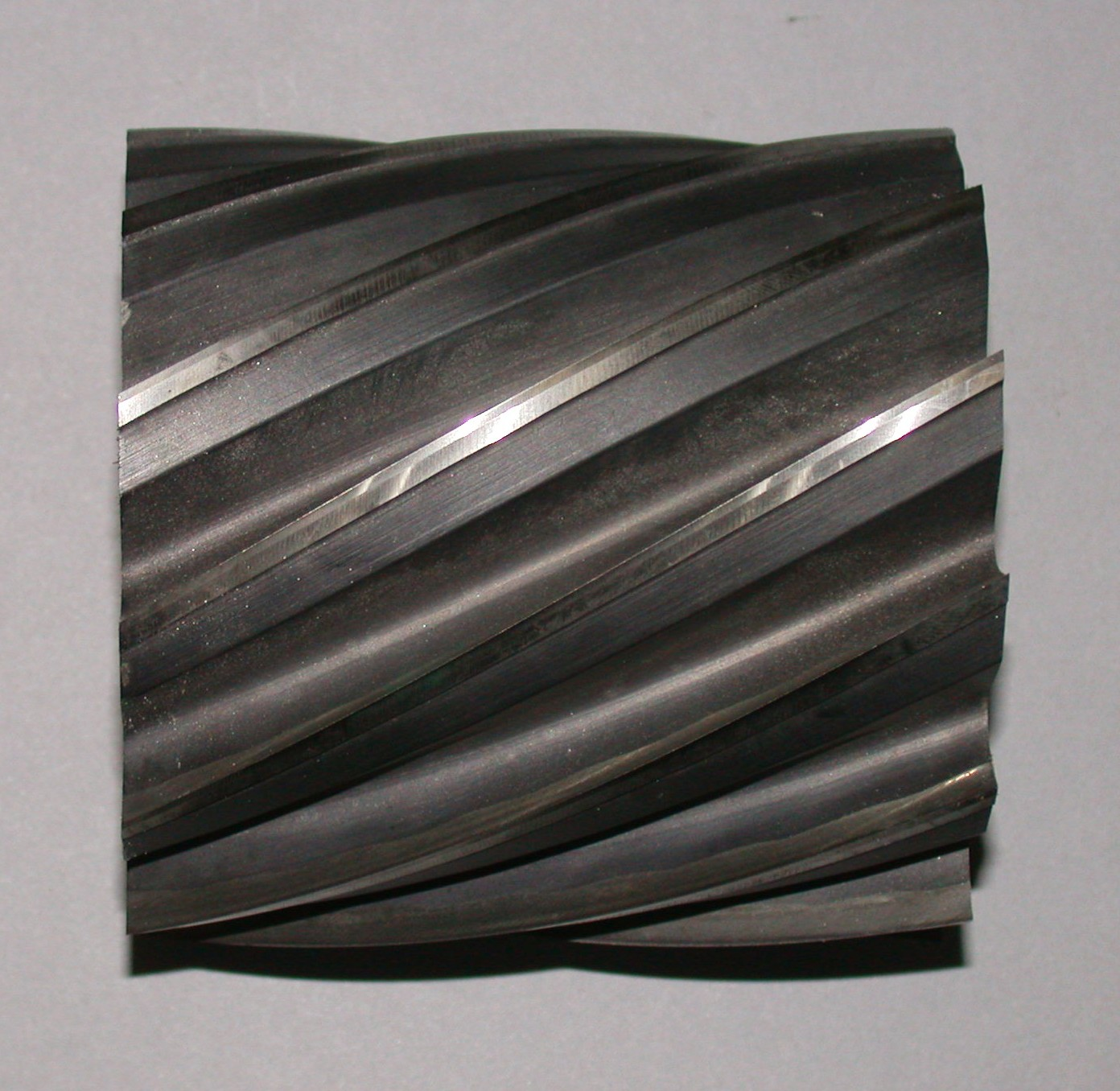
آسیاب اسلب فولادی با سرعت بالا

آسیاب های اسلب یا به تنهایی یا در عملیات فرز گروهی در ماشین های فرز افقی یا جهانی برای ماشینکاری سریع سطوح وسیع بزرگ استفاده می شوند. آنها با استفاده از آسیاب های سیمانی با نوک کاربید جایگزین شده اند که سپس در آسیاب های عمودی یا مراکز ماشینکاری استفاده می شوند.

### برش پهلو و صورت
کاتر کنار و صورت با دندانه های برش در کنار و همچنین دور آن طراحی شده است. بسته به کاربرد در قطر و عرض متفاوت ساخته می شوند. دندانه های کناری این امکان را به کاتر می دهند که برش های نامتعادل (فقط برش از یک طرف) را بدون انحراف کاتر انجام دهد، همان‌طور که با اره برش یا کاتر شکافی اتفاق می افتد (بدون دندان های جانبی).
کاترهای این شکل فاکتور اولین فرزهای ساخته شده بودند. از دهه 1810 تا حداقل 1880 آنها رایج ترین شکل آسیاب برش بودند، در حالی که امروزه این تمایز احتمالاً به آسیاب های پایانی می رسد. به‌طور سنتی، برش های جانبی و صورت HSS برای آسیاب شکاف ها و شیارها استفاده می شود.

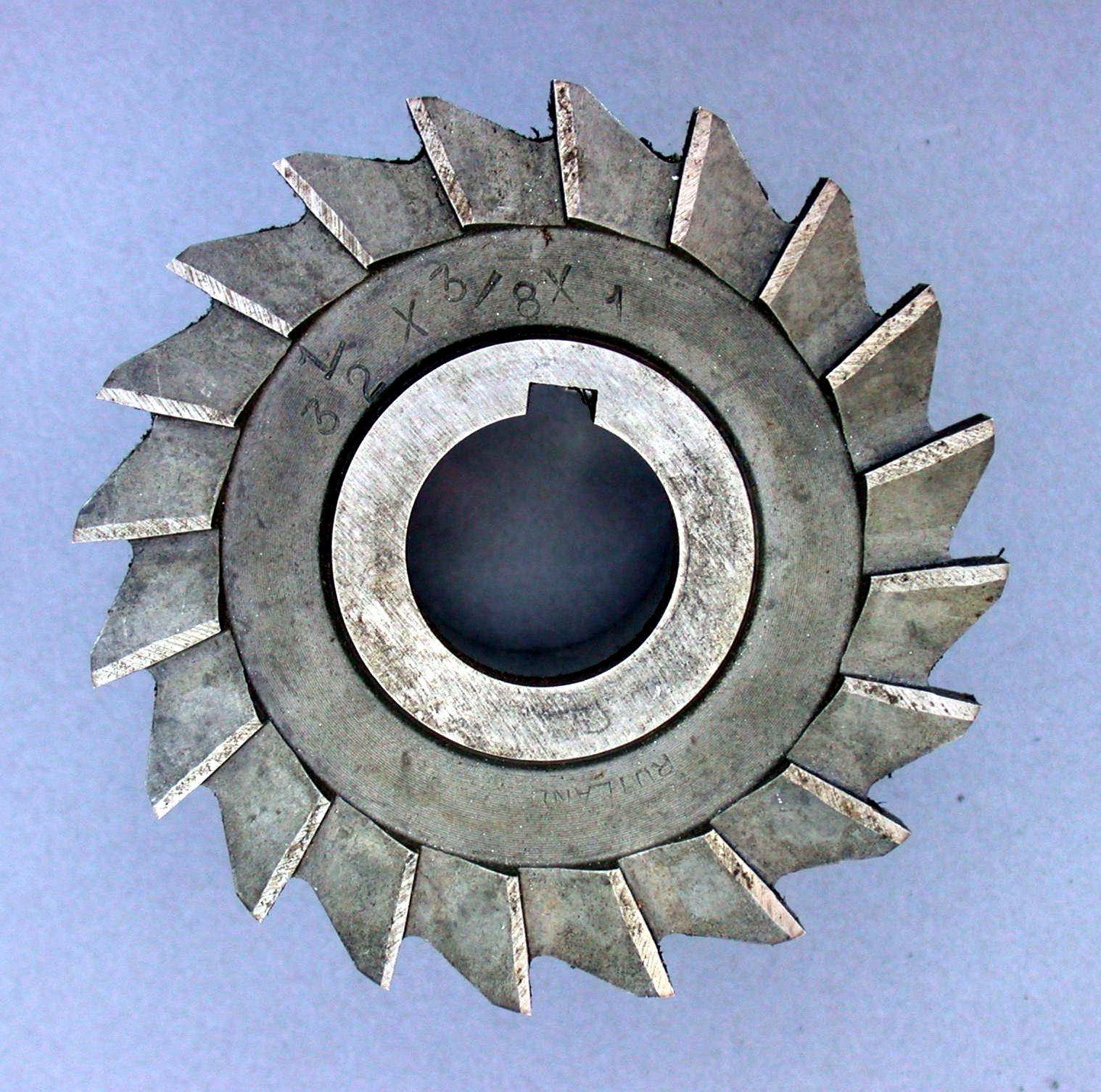
برش کنار و صورت

### برش دنده در پیچ
8 کاتر (به استثنای نیم اندازه های کمیاب) وجود دارد که چرخ دنده ها را از 12 دندانه تا یک قفسه (قطر بی نهایت) برش می دهد.

### هاب

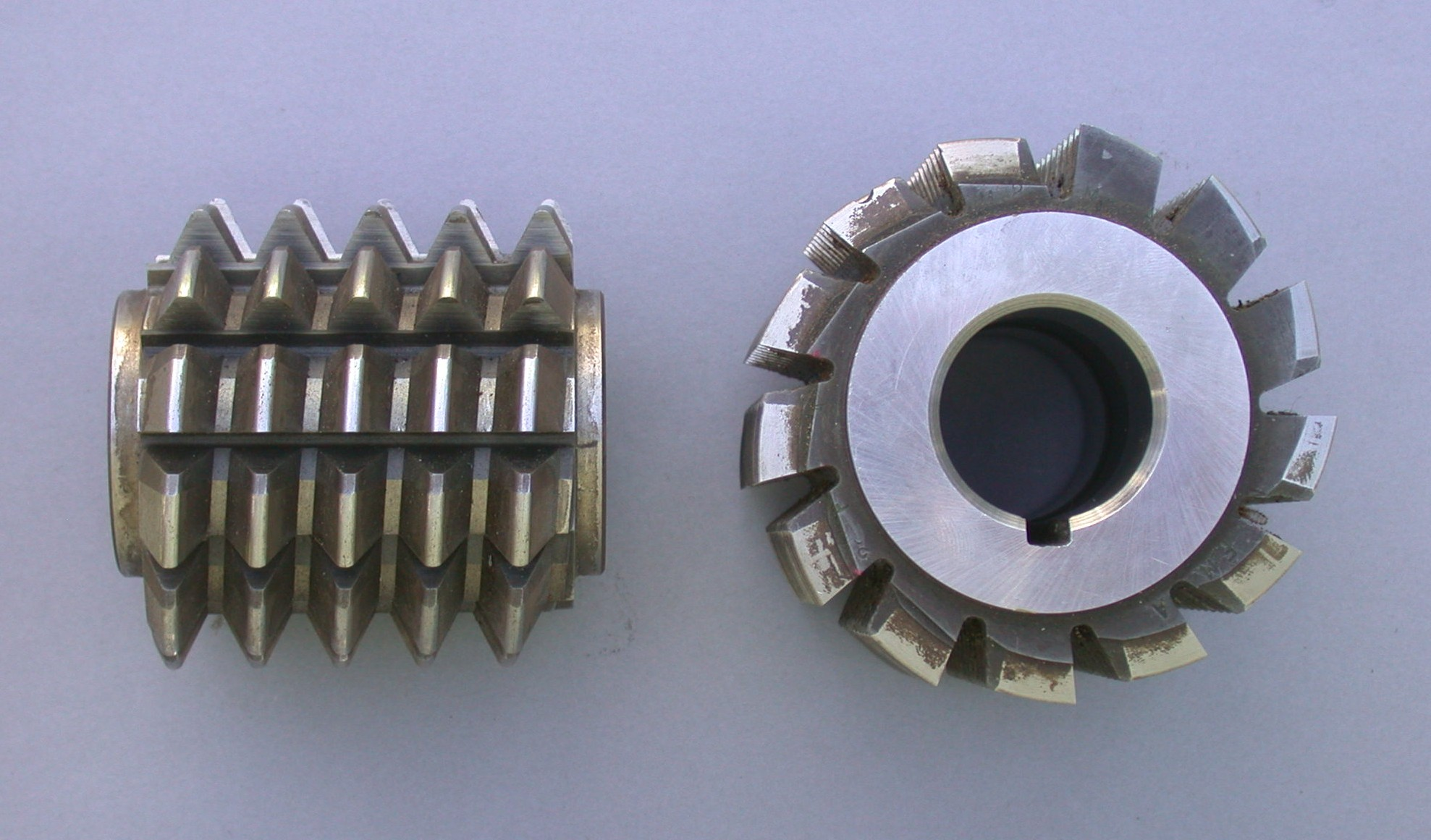
کاتر هوبینگ

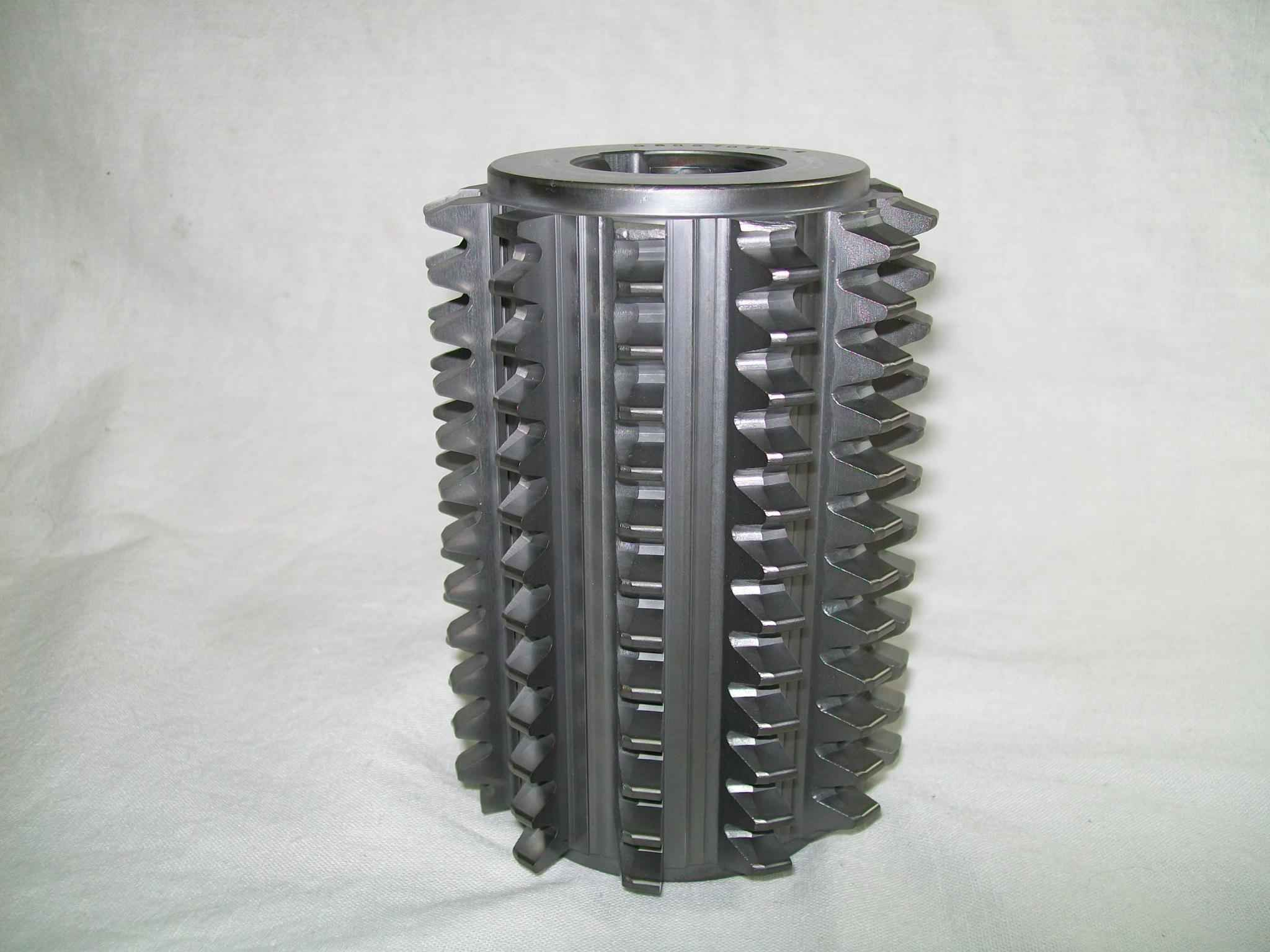
صفحه روکش شده آلومینیوم کروم تیتانیوم نیترید (AlCrTiN) با استفاده از روش رسوب گذاری قوس کاتدی

این کاترها نوعی ابزار قالب هستند و در ماشین های هوبینگ برای تولید چرخ دنده استفاده می شوند. یک مقطع از دندان کاتر پس از تنظیم به شرایط مناسب (اندازه خالی) شکل مورد نیاز را روی قطعه کار ایجاد می کند. دستگاه هابینگ یک دستگاه فرز تخصصی است.

### آسیاب نخ
در حالی که یک اجاق گازی مانند یک چرخ دنده جفت کننده کار را درگیر می کند (و قسمت خالی را به تدریج تا زمانی که به شکل نهایی برسد برش می دهد)، یک فرز رزوه ای بسیار شبیه آسیاب انتهایی عمل می کند و در یک درون یابی مارپیچی در اطراف کار حرکت می کند.

### فلای کاتر
فلای کاتر از بدنه ای تشکیل شده است که یک یا دو قطعه ابزار در آن قرار می گیرد. همان‌طور که کل واحد می چرخد، قطعات ابزار برش های گسترده و کم عمقی را می گیرند. فلای کاترها مشابه آسیاب های صورت هستند، زیرا هدف آنها آسیاب صورت است و برش های جداگانه آنها قابل تعویض هستند. آسیاب های صورت از جنبه های مختلف ایده آل تر هستند (به عنوان مثال، سفتی، شاخص پذیری درج ها بدون ایجاد اختلال در قطر مؤثر برش یا طول ابزار، قابلیت عمق برش)، اما گران هستند، در حالی که برش های فلای بسیار ارزان هستند.
اکثر مگس کاترها به سادگی دارای یک بدنه مرکزی استوانه ای هستند که یک قطعه ابزار را نگه می دارد. معمولاً یک ابزار چرخشی استاندارد به سمت چپ است که در زاویه 30 تا 60 درجه نگه داشته می شود. فلای کاترها با دو بیت ابزار هیچ نام رسمی ندارند اما اغلب به آنها کاتر مگس دوبل، فلای کاتر دو طرفه یا فلای میله می گویند. نام اخیر نشان می دهد که آنها اغلب به شکل یک میله فولادی هستند که در هر انتها یک قطعه ابزار بسته شده است. اغلب این تکه‌ها در زوایای قائم به محور اصلی میله نصب می‌شوند و هندسه برش با استفاده از یک ابزار چرخش دست راست استاندارد تامین می‌شود.
فلای کاتر معمولی (یک قطعه ابزار، قطر جارو شده معمولاً کمتر از 100 میلی متر) به‌طور گسترده در کاتالوگ های ماشین آلات به فروش می رسد. فلای میله به ندرت به صورت تجاری فروخته می شود. آنها معمولا توسط کاربر ساخته می شوند. استفاده از فلای میله‌ها شاید کمی خطرناک‌تر از آسیاب‌های پایانی و مگس‌برهای معمولی به دلیل چرخش بزرگ‌ترشان باشد. همان‌طور که یک ماشین‌کار می‌گوید، راه‌اندازی فلای میله مانند «اجرا کردن یک ماشین چمن‌زنی بدون عرشه» است،  ، به این معنا که برش چرخان در معرض دید، فرصت نسبتاً بزرگی برای گرفتن ابزارهای دستی، پارچه‌ها، انگشتان و غیره است. بر. با این حال، با توجه به این که یک ماشین‌کار هرگز نمی‌تواند بدون مجازات در مورد برش‌های چرخان یا قطعات کار بی‌احتیاطی باشد، این فقط به معنای استفاده از همان مراقبت همیشه است، مگر در موارد کمی بالاتر. فلای میله‌های خوش‌ساخت در دست‌های وظیفه‌شناس سال‌ها خدمات بدون دردسر و مقرون‌به‌صرفه را برای روبه‌روی قطعات کار چندضلعی بزرگ مانند بلوک‌های قالب/قالب ارائه می‌دهند.

### چوب بری

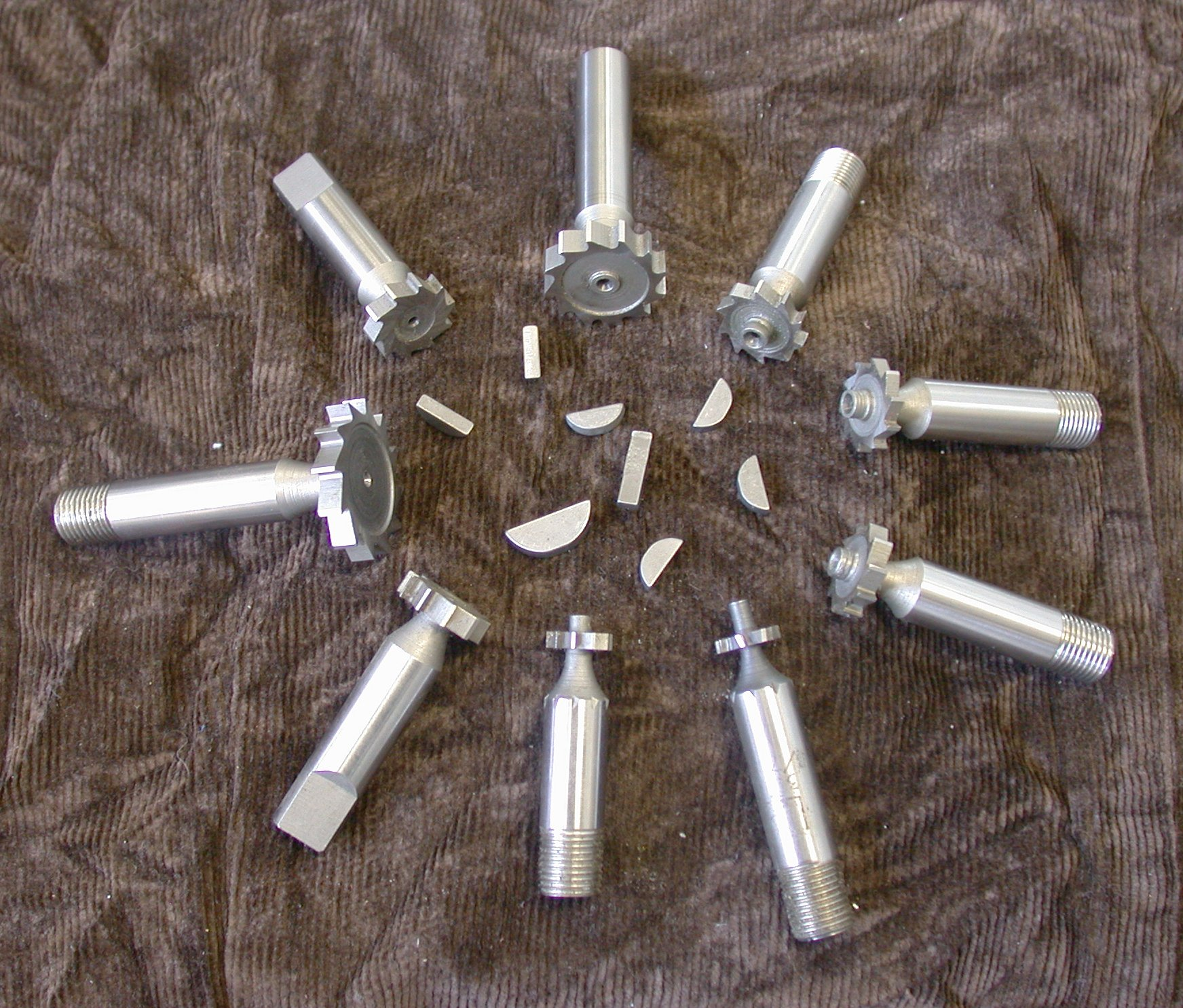
برش و کلیدهای چوبی

برش چوبی برای برش کلید ودراف برای کلید ودراف استفاده می شود.

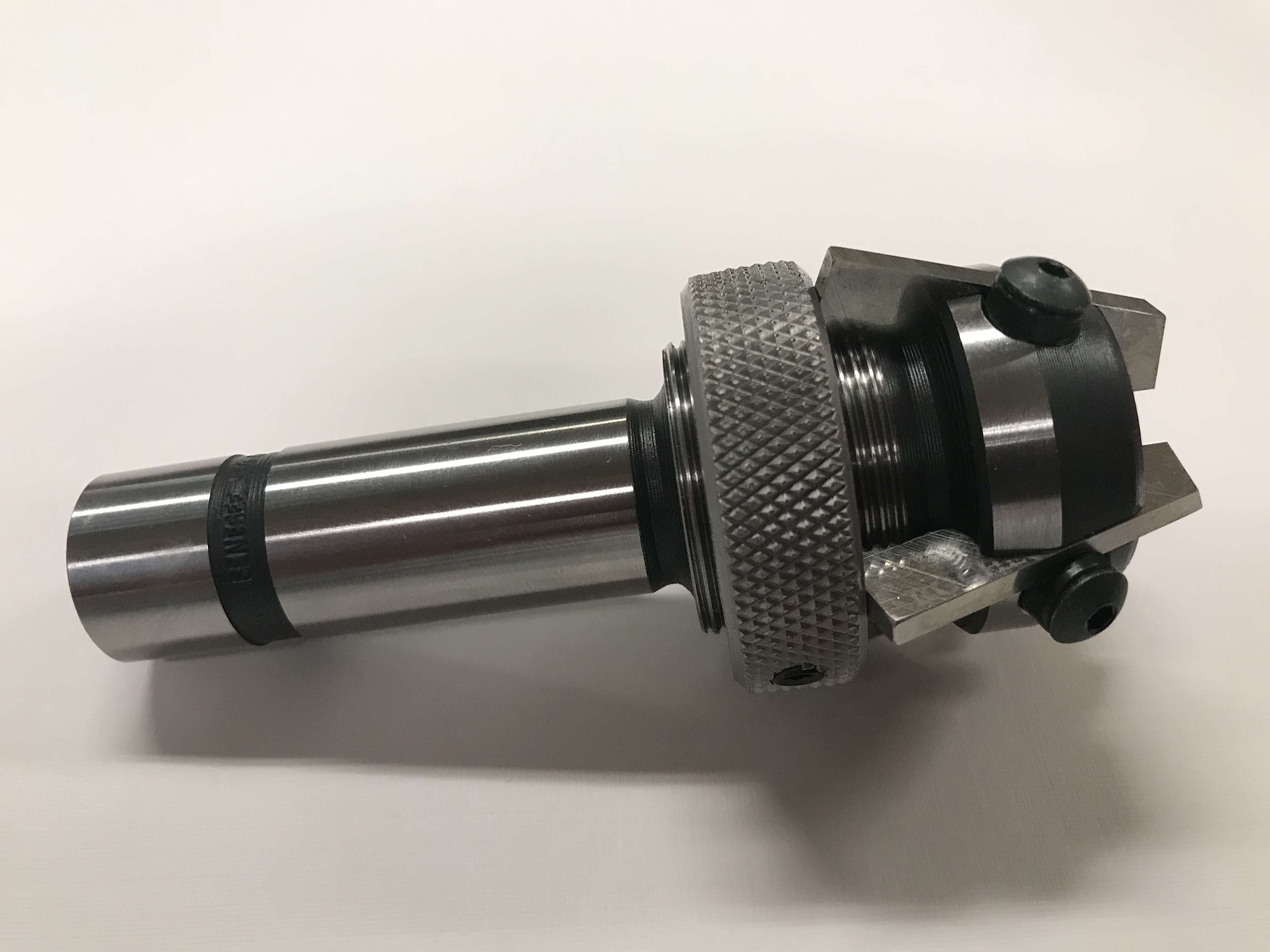
آسیاب توخالی 4 پره

### آسیاب توخالی

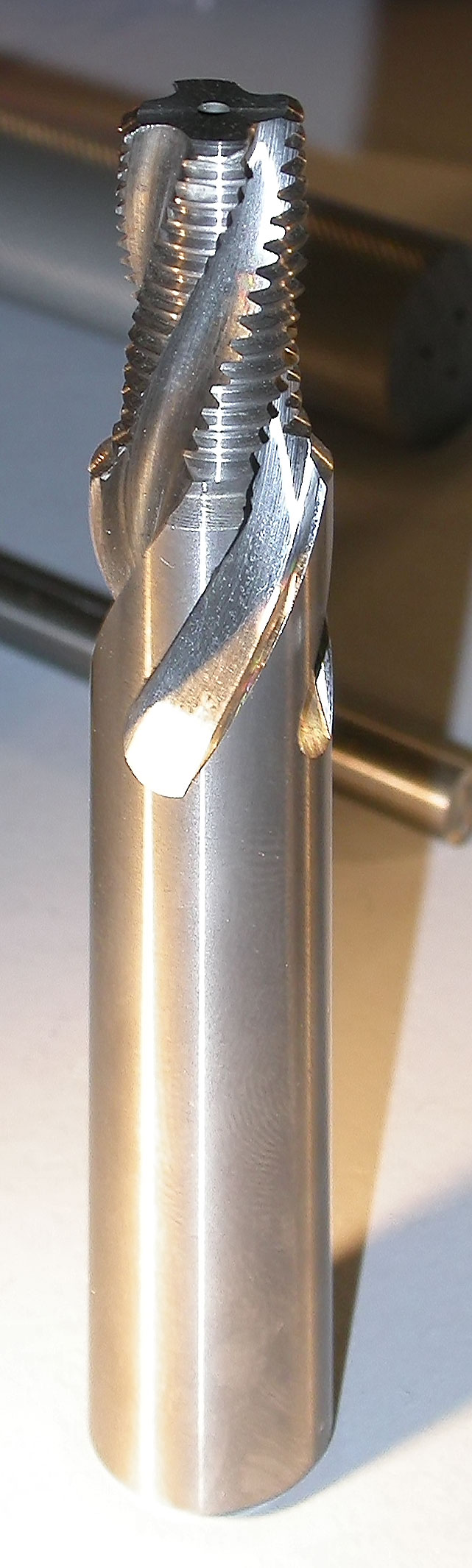
یک فرز چندشکل جامد.

فرزهای توخالی که اغلب به سادگی آسیاب توخالی نامیده می شوند، اساساً "آسیاب های انتهایی به بیرون" هستند. شکل آنها مانند یک قطعه لوله است (اما با دیواره های ضخیم تر)، با لبه های برش آنها در سطح داخلی. آنها در اصل بر روی برجک‌های تراش و ماشین‌های پیچ به‌عنوان جایگزینی برای تراشکاری با ابزار جعبه‌ای ، یا در ماشین‌های فرز یا پرس‌های مته‌ای برای تکمیل یک باس استوانه‌ای (مانند قیچی ) استفاده می‌شدند. آسیاب های توخالی را می توان در تراش های مدرن CNC و ماشین های سبک سوئیسی استفاده کرد. یک مزیت استفاده از یک آسیاب توخالی قابل تنظیم قابل نمایش در دستگاهی به سبک سوئیسی، جایگزینی چندین ابزار است. با انجام چندین عملیات در یک پاس واحد، دستگاه نیازی به ابزارهای دیگر در منطقه ابزار ندارد و بهره وری را بهبود می بخشد.

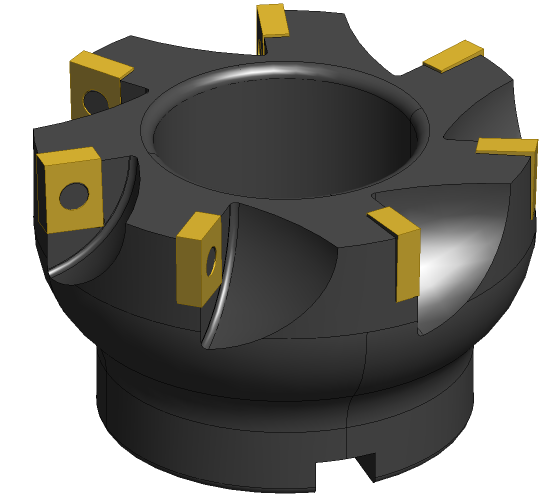
پوسته آسیاب صورت. ناحیه برش مستطیلی در قسمت پشتی، جیبی است که گیره ها/بندهای خرطومی را درگیر می کند.

آسیاب‌های توخالی پیشرفته‌تر از درج‌های کاربید قابل نمایش برای برش استفاده می‌کنند، اگرچه فولادهای پرسرعت سنتی و تیغه‌های با نوک کاربید هنوز استفاده می‌شوند.
فرز توخالی نسبت به سایر روش های برش مزیت دارد زیرا می تواند چندین عملیات را انجام دهد. یک آسیاب توخالی می تواند قطر یک قطعه را کاهش دهد و همچنین در یک پاس رو به رو ، مرکز و پخ زدن را انجام دهد.
آسیاب های توخالی مزیتی نسبت به ابزارهای تک نقطه ای دارند. چند تیغه اجازه می دهد تا نرخ تغذیه دو برابر شود و می تواند تمرکز نزدیک تری داشته باشد. تعداد تیغه ها می تواند 8 یا به تعداد 3 عدد باشد. برای حذف قطر قابل توجه (زبری)، تیغه های بیشتری لازم است.
ترپنینگ با آسیاب توخالی نیز امکان پذیر است. تیغه های فرم مخصوص را می توان در آسیاب توخالی برای ترپنینگ قطرها، فرم ها و شیارهای حلقه استفاده کرد.
هنگام استفاده از آسیاب توخالی، درون یابی نیز ضروری نیست. این می تواند منجر به کاهش قابل توجه زمان تولید شود.
هر دو شعاع کروی محدب و مقعر با آسیاب توخالی امکان پذیر است. تیغه های متعدد یک آسیاب توخالی اجازه می دهد تا این شعاع در حالی که تحمل محکمی دارد تولید شود.
استفاده متداول از آسیاب توخالی، آماده سازی برای نخ است. آسیاب توخالی می تواند به سرعت یک قطر پیش نخ ثابت ایجاد کند و بهره وری را بهبود بخشد.
یک آسیاب توخالی قابل تنظیم ابزار ارزشمندی برای حتی یک ماشین‌فروشی کوچک است زیرا می‌توان تیغه‌ها را برای تعداد تقریباً نامتناهی از هندسه‌های ممکن تغییر داد.

### آسیاب صدفی
آسیاب صدفی به هر یک از فرزهای مختلف (معمولاً آسیاب صورت یا آسیاب پایانی) گفته می‌شود که ساختار آن به شکل مدولار است، با ساقه (اربور) جدا از بدنه کاتر ساخته شده است که به آن پوسته می‌گویند و به آن متصل می‌شود. ساقه/اربور از طریق هر یک از چندین روش اتصال استاندارد.

### اصل مدولار
این سبک ساخت مدولار برای فرزهای بزرگ مناسب است به همین دلیل که موتورهای دیزلی بزرگ از قطعات جداگانه برای هر سیلندر و سر استفاده می کنند در حالی که موتورهای کوچکتر از یک ریخته گری یکپارچه استفاده می کنند. دو دلیل این است که (1) برای سازنده عملی تر (و در نتیجه کم هزینه تر) است که تک تک قطعات را به عنوان تلاش های جداگانه بسازد تا ماشین کاری تمام ویژگی های آنها در رابطه با یکدیگر در حالی که کل واحد یکپارچه است (که نیاز به یک پاکت کار ماشین ابزار بزرگتر)؛ و (2) کاربر می تواند برخی از قطعات را تغییر دهد در حالی که قطعات دیگر را یکسان نگه می دارد (به جای تغییر کل واحد). یک آربور (با قیمت فرضی 100 دلار آمریکا) می تواند برای پوسته های مختلف در زمان های مختلف خدمت کند. بنابراین، 5 فرز مختلف ممکن است به جای 500 دلار، فقط به 100 دلار هزینه آربور نیاز داشته باشند، تا زمانی که گردش کار فروشگاه نیازی به راه اندازی همه آنها به‌طور همزمان نداشته باشد. همچنین این امکان وجود دارد که یک ابزار خراب فقط پوسته را از بین ببرد و نه پوسته و هم را. همچنین برای جلوگیری از آسیب به پوسته، بسیاری از کاترها، به خصوص در قطرهای بزرگتر، یک قطعه قابل تعویض دیگر به نام شیم نیز دارند که روی پوسته نصب می شود و درج ها روی شیم نصب می شوند. به این ترتیب، در صورت آسیب نور، تنها درج و حداکثر شیم نیاز به تعویض دارد. پوسته سالم است. این مانند خراب کردن یک آسیاب پایانی "معمولی" و توانایی استفاده مجدد از ساقه به جای از دست دادن آن همراه با فلوت است.

## روش های نصب
چندین روش استاندارد متداول برای نصب آسیاب های پوسته ای بر روی درختان آنها وجود دارد. آنها تا حدودی (نه به‌طور کامل) با اتصال مشابه چاک های تراش به دماغه دوک همپوشانی دارند.
متداول‌ترین نوع اتصال بین پوسته و آربور شامل یک ویژگی استوانه‌ای نسبتاً بزرگ در مرکز (برای قرار دادن پوسته متحدالمرکز روی خرطومی) و دو تیغه یا گیره‌ای است که پوسته را با درگیری مثبت (مانند کلاچ سگ ) به حرکت در می‌آورند. در ناحیه استوانه‌ای مرکزی، یک یا چند پیچ درپوش سر سوکت، پوسته را به آربور می‌بندند.
نوع دیگری از چسباندن پوسته به سادگی یک نخ ریز با قطر بزرگ است. پوسته سپس روی خرطومی پیچ می‌شود، همان‌طور که صفحات پشتی چاک تراش به سبک قدیمی روی دماغه دوک تراش پیچ می‌شوند. این روش معمولاً روی سرهای حفاری 2 یا 3 اینچی مورد استفاده در آسیاب زانو استفاده می شود. همانند چاک‌های تراش با دماغه دوکی، این سبک نصب نیازمند این است که کاتر فقط در یک جهت چرخشی برش‌ها را انجام دهد. معمولاً (یعنی با جهت گیری مارپیچ سمت راست) این به معنای فقط M03 است، هرگز M04 ، یا در اصطلاح قبل از CNC، "فقط به جلو، هرگز معکوس". در صورت نیاز به حالت استفاده از جهت‌های مخالف (یعنی فقط M04، هرگز M03) می‌توان از نخ سمت چپ استفاده کرد.

## با استفاده از فرز

### تشکیل تراشه
اگرچه انواع مختلفی از فرز برش وجود دارد، درک تشکیل تراشه برای استفاده از هر یک از آنها اساسی است. همان‌طور که کاتر فرز می چرخد، موادی که قرار است برش داده شود وارد آن می شود و هر دندان کاتر یک تراشه کوچک از مواد را جدا می کند. دستیابی به اندازه صحیح تراشه از اهمیت حیاتی برخوردار است. اندازه این تراشه به چندین متغیر بستگی دارد.
سرعت برش سطحی (V c )
این سرعتی است که هر دندان با چرخش ابزار از میان مواد عبور می کند. این در کشورهای متریک یا بر حسب متر در دقیقه یا در آمریکا فوت سطح در دقیقه (SFM) اندازه گیری می شود. مقادیر معمول برای سرعت برش 10 متر در دقیقه تا 60 متر در دقیقه برای برخی فولادها و 100 متر در دقیقه و 600 متر در دقیقه برای آلومینیوم است. این نباید با نرخ خوراک اشتباه گرفته شود. این مقدار به عنوان "سرعت مماسی" نیز شناخته می شود.
سرعت اسپیندل (S)
این سرعت چرخش ابزار است و برحسب دور در دقیقه (rpm) اندازه گیری می شود. مقادیر معمولی از صدها دور در دقیقه تا ده ها هزار دور در دقیقه هستند.
قطر ابزار (D)

تعداد دندان ها (z)

تغذیه در هر دندان (F z )
این فاصله ای است که مواد با چرخش هر دندان به کاتر وارد می شوند. این مقدار به اندازه عمیق ترین برشی است که دندان ایجاد می کند. مقادیر معمولی می تواند 0.1 میلی متر بر دندان یا 1 میلی متر بر دندان باشد
نرخ خوراک (F)
این سرعتی است که در آن مواد به کاتر وارد می شود. مقادیر معمولی از 20 میلی متر در دقیقه تا 5000 میلی متر در دقیقه است.
عمق برش
این میزان عمق ابزار در زیر سطح ماده در حال برش است (در نمودار نشان داده نشده است). این ارتفاع تراشه تولید شده خواهد بود. به طور معمول، عمق برش کمتر یا برابر با قطر ابزار برش خواهد بود.
ماشینکار هنگام تصمیم گیری در مورد نحوه برش یک ماده جدید با ابزار جدید به سه مقدار نیاز دارد: S ، F و Depth . با این حال، احتمالاً مقادیر Vc و F z از سازنده ابزار به او داده خواهد شد. S و F را می توان از آنها محاسبه کرد:
| سرعت اسپیندل | نرخ خوراک |
| --- | --- |
| {\displaystyle S={\frac {V_{c}}{\pi D}}\,} | {\displaystyle F=zSF_{z}\,} |
| با نگاهی به فرمول سرعت دوک، S، می توان دریافت که ابزارهای بزرگتر به سرعت اسپیندل کمتری نیاز دارند، در حالی که ابزارهای کوچک ممکن است بتوانند با سرعت بالا حرکت کنند. | فرمول نرخ خوراک، F نشان می دهد که افزایش S یا z نرخ خوراک بالاتری را به دست می دهد. بنابراین، ماشین‌کارها ممکن است ابزاری را با بیشترین تعداد دندان انتخاب کنند که همچنان بتواند با بار swarf مقابله کند. |

### فرز معمولی در مقابل فرز صعودی

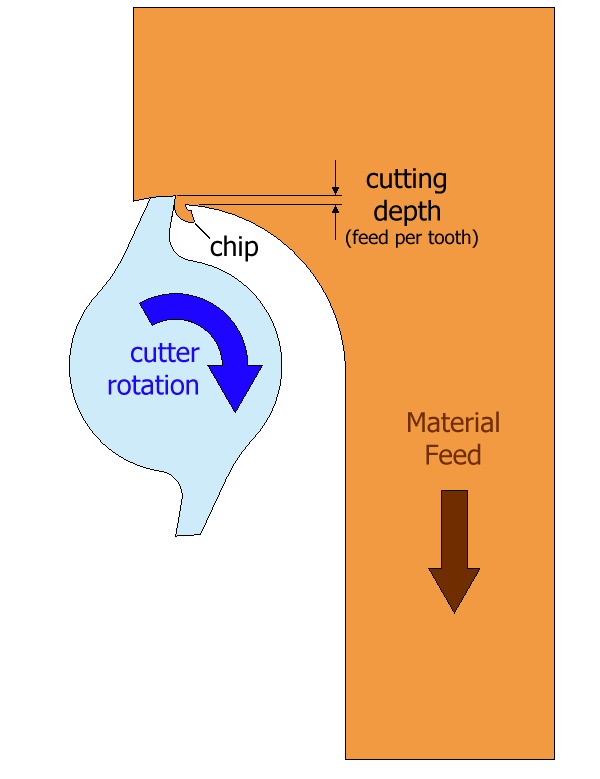
تشکیل تراشه در طول فرز صعودی.

یک فرز می تواند در دو جهت برش دهد که گاهی اوقات به عنوان معمولی یا بالا و بالا رفتن یا پایین شناخته می شود.
- فرز معمولی (سمت چپ): ضخامت تراشه از ضخامت صفر شروع می شود و تا حداکثر افزایش می یابد. برش در ابتدا آنقدر سبک است که ابزار برش نمی دهد، بلکه روی سطح ماده می لغزد تا زمانی که فشار کافی ایجاد شود و دندان ناگهان گاز بگیرد و شروع به بریدن کند. این باعث تغییر شکل مواد (در نقطه A در نمودار، سمت چپ)، سخت شدن آن و کدر شدن ابزار می شود. رفتار لغزشی و گزش باعث می شود که روکش ضعیفی روی مواد باقی بماند.
- فرز صعودی (راست): هر دندان در یک نقطه مشخص با مواد درگیر می شود و عرض برش از حداکثر شروع می شود و به صفر می رسد. تراشه‌ها در پشت کاتر قرار می‌گیرند که منجر به حذف راحت‌تر انحراف می‌شود. دندان روی مواد ساییده نمی شود و بنابراین عمر ابزار ممکن است طولانی تر شود. با این حال، فرز صعودی می تواند بارهای بیشتری را به دستگاه وارد کند، بنابراین برای ماشین های فرز قدیمی یا ماشین هایی که در شرایط خوبی نیستند توصیه نمی شود. این نوع آسیاب عمدتاً در آسیاب هایی با یک حذف کننده پس زدگی استفاده می شود.

### محل برش ( جبران شعاع کاتر )
محل کاتر موضوعی است که با توجه به اینکه اندازه کاتر غیر صفر است، مکان کاتر را برای دستیابی به کانتور (هندسه) مورد نظر قطعه کار در کجا قرار دهیم. رایج‌ترین مثال، جبران شعاع برش (CRC) برای آسیاب‌های انتهایی است، که در آن خط مرکزی ابزار از موقعیت هدف توسط بردار منحرف می‌شود که فاصله آن برابر با شعاع کاتر است و جهت آن توسط سمت چپ/راست، صعود کنترل می‌شود. /متعارف، تمایز بالا/پایین . در اکثر پیاده‌سازی‌های G-code ، G40 تا G42 هستند که CRC را کنترل می‌کنند (لغو G40، G41 چپ/بالا، G42 راست/متعارف). مقادیر شعاع برای هر ابزار توسط اپراتور یا ماشین‌کار CNC وارد رجیستر(های) آفست می‌شود، که سپس آنها را در طول تولید تغییر می‌دهد تا اندازه‌های نهایی را در محدوده تحمل نگه دارد. مکان کاتر برای کانتورینگ سه بعدی در فرز 3، 4 یا 5 محوره با آسیاب گلوله ای به راحتی توسط نرم‌افزار CAM به جای برنامه نویسی دستی کنترل می شود. به‌طور معمول خروجی بردار CAM توسط یک برنامه پس پردازشگر که برای مدل کنترل CNC خاص طراحی شده است، به کد G پس پردازش می شود. برخی از کنترل‌های CNC مدل آخر خروجی برداری را مستقیماً می‌پذیرند و ترجمه را به ورودی‌های سروو به صورت داخلی انجام می‌دهند.

### حذف اسکلت
یکی دیگر از کیفیت های مهم فرز که باید در نظر گرفته شود، توانایی آن در مقابله با انبوهی است که در فرایند برش ایجاد می شود. اگر ضایعات به همان سرعتی که تولید می‌شود حذف نشود، فلوت‌ها مسدود می‌شوند و از برش مؤثر ابزار جلوگیری می‌کنند و باعث لرزش، سایش ابزار و گرمای بیش از حد می‌شوند. عوامل متعددی از جمله عمق و زاویه فلوت‌ها، اندازه و شکل براده‌ها، جریان مایع خنک‌کننده و مواد اطراف آن، بر حذف انبوه تأثیر می‌گذارند. ممکن است پیش‌بینی آن دشوار باشد، اما یک ماشین‌کار خوب مراقب جمع‌شدن گلوله‌ها خواهد بود و در صورت مشاهده شرایط آسیاب را تنظیم می‌کند.

## انتخاب یک فرز
انتخاب یک فرز کار ساده ای نیست. متغیرها، نظرات و افسانه‌های زیادی وجود دارد که باید در نظر گرفته شود، اما اساساً ماشین‌کار سعی می‌کند ابزاری را انتخاب کند که با کمترین هزینه، مواد را به مشخصات مورد نیاز برش دهد. هزینه کار ترکیبی از قیمت ابزار، زمان صرف شده توسط دستگاه فرز و زمان صرف شده توسط ماشینکار است. اغلب، برای کارهایی که تعداد قطعات زیادی دارند و روزهایی که ماشین کاری می گذرد، هزینه ابزار کمترین هزینه از سه هزینه است.
- جنس: برش های فولادی پرسرعت (HSS) کم هزینه ترین و کوتاه ترین برش ها هستند. فولادهای پرسرعت کبالت دار معمولاً 10 درصد سریعتر از فولادهای پر سرعت معمولی قابل اجرا هستند. ابزارهای کاربید سیمانی گرانتر از فولاد هستند، اما عمر طولانی تری دارند و می توانند بسیار سریعتر کار کنند، بنابراین در دراز مدت مقرون به صرفه تر هستند. ابزارهای HSS برای بسیاری از کاربردها کاملاً کافی هستند. پیشرفت از HSS معمولی به HSS کبالت به کاربید را می توان بسیار خوب، حتی بهتر و بهترین تلقی کرد. استفاده از دوک های با سرعت بالا ممکن است استفاده از HSS را کاملاً منع کند.
- قطر: ابزارهای بزرگ‌تر می‌توانند مواد را سریع‌تر از ابزارهای کوچک حذف کنند، بنابراین معمولاً بزرگترین برش ممکن برای کار انتخاب می‌شود. هنگام آسیاب کردن یک کانتور داخلی یا خطوط خارجی مقعر، قطر با اندازه منحنی های داخلی محدود می شود. شعاع کاتر باید کمتر یا مساوی شعاع کوچکترین قوس باشد.
- فلوت ها: فلوت های بیشتر باعث می شود نرخ تغذیه بالاتری داشته باشد، زیرا مواد کمتری در هر فلوت حذف می شود. اما از آنجایی که قطر هسته افزایش می یابد، فضای کمتری برای swarf وجود دارد، بنابراین باید یک تعادل انتخاب شود.
- پوشش: پوشش هایی مانند نیترید تیتانیوم نیز هزینه اولیه را افزایش می دهند اما سایش را کاهش می دهند و عمر ابزار را افزایش می دهند. پوشش TiAlN چسبندگی آلومینیوم به ابزار را کاهش می دهد و نیاز به روانکاری را کاهش می دهد و گاهی اوقات از بین می برد.
- زاویه مارپیچ: زوایای مارپیچ بالا معمولاً برای فلزات نرم بهترین هستند و زوایای مارپیچ پایین برای فلزات سخت یا سخت.

## تاریخ
تاریخچه ماشین های فرز به‌طور مستقیم با ماشین های فرز گره خورده است. فرز از سوهان دوار تکامل یافته است، بنابراین توسعه پیوسته ای بین اولین فرزهای شناخته شده، مانند ژاک دو وکانسون از حدود 1760 یا 1770،  از طریق برش های پیشگامان آسیاب در دهه 1810 وجود دارد. از طریق دهه 1850 ( ویتنی ، نورث ، جانسون، نسمیت و دیگران)،  تا کاترهایی که توسط جوزف آر. براون از براون و شارپ در دهه 1860 ساخته شد، که به عنوان وقفه ای از گذشته در نظر گرفته شدند  به دلیل گام بزرگ آنها در درشتی دندان و برای هندسه ای که می تواند تیز کردن های پی در پی را بدون از دست دادن فاصله انجام دهد. De Vries (1910)  گزارش کرد: "این انقلاب در علم فرز در ایالات متحده در حدود سال 1870 رخ داد و به طور کلی در اروپا در طول نمایشگاه وین در سال 1873 شناخته شد. هرچند ممکن است اکنون عجیب به نظر برسد. این نوع کاتر در سراسر جهان پذیرفته شده است و دیگر در برتری غیرقابل انکار آن نسبت به نوع قدیمی اروپایی تردیدی وجود ندارد، با بی اعتمادی به آن نگاه می شد و کارشناسان اروپایی نیز در بیان قضاوت خود بسیار محتاط بودند برخی از کارشناسان و مهندسان بسیار باهوش و زیرک، ابزار برش جدید را با تکان دادن سر در نظر گرفتند، با این حال، در نمایشگاه جهانی در فیلادلفیا در سال 1876 ، یک کاربرد جهانی و چند جانبه را به نمایش گذاشت. با استفاده از دستگاه فرز درشت که حتی از عاقلانه ترین انتظارات هم فراتر رفت، داناترین مهندسان از مزایای عظیمی که استفاده از نوع جدید برای صنعت فلزکاری باز کرد متقاعد شدند و از آن زمان به بعد نوع آمریکایی پیشرفت کرد. ابتدا به آرامی، اما بعداً با گام‌های سریع».
وودبری برای پیشرفت های مختلف در طراحی فرز، نقل قول هایی  از پتنت ها را ارائه می دهد، از جمله فاصله نامنظم دندان ها (1867)، اشکال دندان های درج شده (1872)، شیارهای مارپیچ برای شکستن برش (1881)، و موارد دیگر. او همچنین نقل قولی در مورد اینکه چگونه معرفی آسیاب های عمودی باعث استفاده گسترده تر از انواع endmill و fly cutter شد، ارائه می دهد.
مطالعه علمی هولز و دی لیو از شرکت ماشین‌های فرز سینسیناتی  دندان‌ها را حتی درشت‌تر کرد و همان کاری را که FW Taylor برای برش‌های تک نقطه‌ای با مطالعات علمی معروف خود برای برش‌کاری انجام داده بود، برای دستگاه‌های فرز انجام داد.

## کتابخانه
- De Vries, D. (1910), Milling machines and milling practice: a practical manual for the use of manufacturers, engineering students and practical men, London: E. & F.N. Spon. Co-edition: New York, Spon & Chamberlain, 1910.
- Roe, Joseph Wickham (1916), English and American Tool Builders, New Haven, Connecticut: Yale University Press, LCCN 16011753. Reprinted by McGraw-Hill, New York and London, 1926 (LCCN 27-24075); and by Lindsay Publications, Inc., Bradley, Illinois (ISBN 978-0-917914-73-7).
- Woodbury, Robert S. (1972) [1960], "History of the Milling Machine", Studies in the History of Machine Tools, Cambridge, Mass., and London: MIT Press, ISBN 978-0-262-73033-4, LCCN 72006354. First published alone as a monograph in 1960.